# Барк (ракета)
Р-39УТТХ («Барк») — советская/российская разработка твердотопливной баллистической ракеты предназначенной для размещения на подводных лодках (БРПЛ) в составе комплекса Д-19УТТХ. Создавалась в 1980-х годах в качестве ответа на разработку ракет «Трайдент-2».

## Разработка и испытания
Разработка велась с 1986 года в КБ им. Макеева — традиционным разработчиком БРПЛ. Предполагалось, что ракета могла нести 10 боевых блоков в ядерном оснащении среднего класса мощностью 200 кТ и иметь дальность полёта более 10 000 километров. Вооружать «Барком» планировалось ПЛАРБ 955-го проекта «Борей».
В конструкции ракеты предусматривалась специальная система прохода через лёд, обеспечивающая пуск из-под ледяного панциря северных широт. Также «Барк» мог бы использоваться как по оптимальной траектории, так и по настильной; в первом случае ракета летит из акватории Баренцева моря на Камчатку за 30 минут, а во втором — за 17 минут.
В мае 1987 года был утверждён график переоборудования подводных лодок проекта 941 ракетным комплексом Д-19УТТХ на «Севмашпредприятии»:
- заказ 711, октябрь 1988 г. — 1994 г.,
- заказ 712, 1992—1997 гг.,
- заказ 713, 1996—1999 гг.,
- заказы 724, 725, 727 — постановка и сдача после 2000 года.

К 1991 году завершена наземная отработка ракеты, однако распад СССР вынудил начать дополнительные работы по замещению элементов ракеты, производство которых оказалось за рубежом России. В частности, пришлось заменить тип топлива РДТТ с ТТФ-56/3 (с использованием гидрида алюминия) на ОПАЛ-МС IIМ. Наземная отработка изменённой ракеты закончилась в 1996 году.
В 1998 году, после третьего неудачного пуска (с Нёнокского полигона), Министерство обороны решило прекратить работы над готовым на 73 % комплексом. Это было вызвано не только неудачными пусками, но и неудовлетворительным финансированием: по словам генерального конструктора, для полной отработки комплекса требовалось ещё примерно 8 пусков с подводных лодок, но в силу высокой сложности, при существовавшем уровне финансирования, постройка одной ракеты занимала около трёх лет, что затягивало процесс отработки пусков и испытаний комплекса до неприемлемо долгих сроков.
Разработать альтернативную, менее дорогую и менее габаритную твердотопливную БРПЛ, получившую имя «Булава», поручили Московскому институту теплотехники, разработчику «сухопутной» МБР «Тополь-М».

## Тактико-технические характеристики
- Тип ГЧ: РГЧ ИН[6]
- Количество боевых блоков: 10 мощностью 200 кТ каждый[7]
- Длина: 16,1 м...
- Диаметр корпуса макс.: 2,42 м
- Стартовый вес, кг: 81 000[6]
- Забрасываемый вес, кг: 3 050[6]
- Максимальная дальность, км: около 9 000[6]